# Бел Геддес, Норман
Норман Бел Геддес (Norman Bel Geddes; 27 апреля, 1893 — 8 мая, 1958) — американский театральный и промышленный дизайнер, крупнейший теоретик и практик футуродизайна.

## Биография
Его карьера начиналась в качестве влиятельного театрального дизайнера, готовившего современные постановки, включающие пьесы с декорациями, освещением и костюмами.
С 1916 по 1937 год он оформил около 200 постановок. Многие спектакли он оформлял в подчеркнуто конструктивистском стиле (а конструктивизм, как эстетическое явление, был очень близок к футуризму). Далеко не сразу нетрадиционные идеи Бела Геддеса были приняты американским театром. Например, он предлагал изменить отношение к сценическому свету. Традиционно главная цель театрального освещения была очень проста — осветить сцену и актёров. Бел Геддес предложил светом моделировать сценическое пространство. Свет в этом плане давал неограниченные возможности пространственных игр — быстро и легко позволял изменять облик сцены и создавать нужные эффекты. Только через несколько лет эта и другие идеи были поняты и приняты, причем, приняты с восторгом. В 1931 году проект Бела Геддеса занял 2 место в международном конкурсе проектирования Харьковского музыкального театра (первую премию разделили между несколькими участниками). 
Приблизительно в 1927 году открыл в Соединенных Штатах одно из первых в мире частное проектное бюро промышленного дизайна, где разрабатывал реальные и футуристические проекты, основанные на концепции аэродинамики. Среди реализованных проектов были автомобиль для фирмы Graham-Paige, радиоприемники для RCA и Philco, обстановка спальни для Simmons, проект газовой плиты для Standard Gas Equipment. В 1929 году обнародовал проект трансатлантического лайнера-амфибии (англ. Air Liner Number 4) колоссальных размеров.

## Air Liner Number 4
Air Liner Number 4 — огромный 9-палубный «Титаник» с командой из 155 человек, рассчитанный на 600 с лишним пассажиров.
Дизайнер всерьёз считал его самолётом ближайшего будущего, то есть 1940 года. Он исходил из того, что размер имеет решающее значение: гигантский — значит безопасный и комфортный.
Тотальная мощность авиалайнера — 38 тысяч лошадиных сил, которые складываются из мощностей 20 двигателей внутреннего сгорания по 1900 «лошадей» каждый. Шесть таких же двигателей у Air Liner Number 4 в запасе.
Максимальная скорость самолёта — 240 км/час, а круиз должен был проходить при средней скорости 160 км/час. Абсолютного «потолка» по высоте — трёх с лишним километров — «Номер 4» достигал бы за один час. «Радиус действия» лайнера — более 12 тысяч километров.

## Футурама

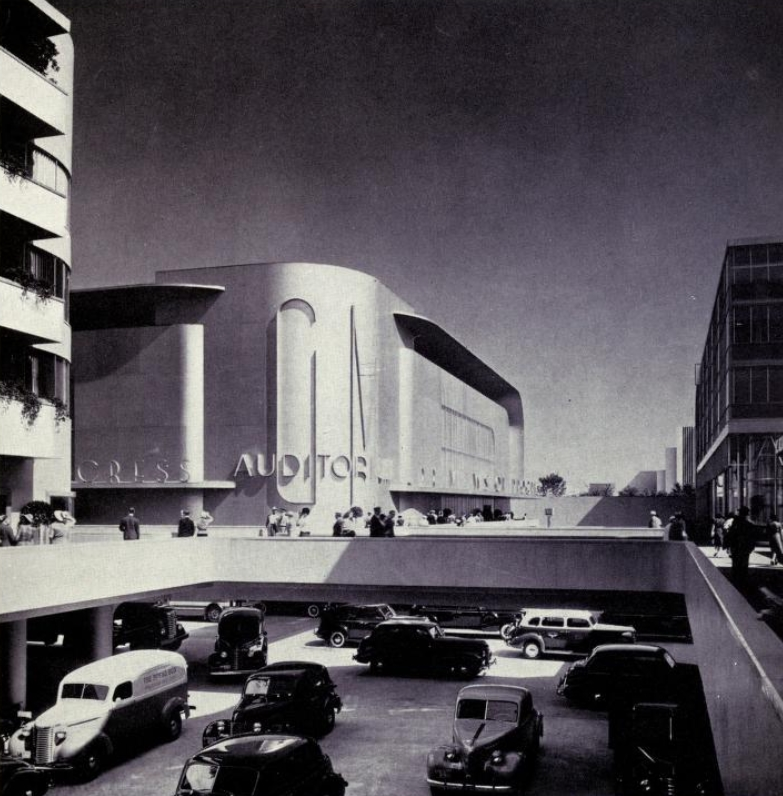
Пересечение улиц в городе будущего. Фрагмент экспозиции «Футурама» на Всемирной выставке в Нью-Йорке

«Футурама» (англ. Futurama) — наиболее прославившийся футурологический проект павильона компании «Дженерал Моторс» на Всемирной выставке в Нью-Йорке в 1939 году.
Двадцать восемь тысяч человек ежедневно выстраивались в многочасовую очередь, чтобы её увидеть. На огромной площади был создан действующий макет города предположительно 1960 года. Город будущего представал перед восхищёнными зрителями просторным, чистым и процветающим. Великолепные небоскребы, зелёные бульвары и парки, широкие автострады и 50 тысяч автомобилей. Крошечные, но действующие модели автомобилей передвигались по автомагистралям города-мечты. Зрелище было грандиозное. Люди выходили из павильона с уверенностью, что видели будущее. Оно представлялось создателю «Футурамы» прекрасным, светлым и радостным, и своим оптимизмом он заражал посетителей выставки. В общей сложности «Футураму» посетило около 5 миллионов человек.

## Другие проекты
Его проекты стали популярными благодаря его книге «Горизонты» (англ. Horizons) 1932 года.
- 1936 — «Метрополис — город 1960 года» (англ. Metropolis City of 1960)[1], который Геддес использовал как прототип для «Футурамы»[2].
- 1940 — «Магические автострады» (англ. Magic Motorways), повлиявшие на проекты послевоенных американских автострад.
- Компьютер Mark I[3].